# Kirtachi
Kirtachi est une commune rurale du Niger, du département de Kollo dans la région de Tillaberi. Elle a pour chef-lieu la localité de Kirtachi.

## Géographie
Le territoire communal s'étend sur la rive gauche du fleuve Niger, la zone sahélo-soudanienne au nord et au nord-est et la zone soudanienne au sud.
| Say   | Kollo, Fakara | Fabidji |
| Tamou | Kirtachi      | Falmey  |
| Tamou | Tamou         | Tamou   |

## Histoire
La commune rurale est instaurée en 2002, elle est issue du canton Kirtachi.

## Population
Lors du recensement général de 2012, la population communale est relevée à 39 693 habitants, dont 4 630 habitants pour la localité chef-lieu. La commune est peuplée par les éthnies Zarma et Fulbé.

## Villages
La commune s'étend sur 36 villages, 68 hameaux et 25 camps.

## Services et infrastructures
La commune abrite les services suivants :
- Collège d'enseignement général (CEG) à Kirtachi.
- Centre de Santé Intégré (CSI) à Kirtachi, Baban Gatta Barkiré, Korogoungou et Sounga Dossado.

## Économie
L'agriculture pluviale est pratiquée dans la commune.